# Сенат Берлина
Сенат Берлина (нем. Senat von Berlin) — правительство земли Берлин во главе с правящим бургомистром.
До 1945 года правительство Берлина называлось магистратом, которым руководил обер-бургомистр Берлина. Название «Сенат Берлина», заимствованное у городов Ганзы, появилось после выборов в городское собрание Берлина 1946 года, однако после разделения города на Западный и Восточный Берлин сохранилось только за правительством Западного Берлина. Правительство Восточного Берлина до 1977 года называлось Магистратом Большого Берлина, которое возглавлял обер-бургомистр Большого Берлина, создавая иллюзию управления всем Берлином. Затем для поднятия роли Восточного Берлина как столицы ГДР городское правительство стало именоваться «Магистрат Берлина, столицы ГДР».
После объединения Германии 3 октября 1990 года и вплоть до выборов 2 декабря 1990 года на территории объединённого Берлина продолжали функционировать оба правительства — Сенат Западного Берлина во главе с Вальтером Момпером и Магистрат Восточного Берлина под руководством Тино Швирцины. Для обобщённого обозначения всех правительственных структур города в этот период в народе появилось прозвище «Маги-Сенат».